# Praça Diogo de Vasconcelos

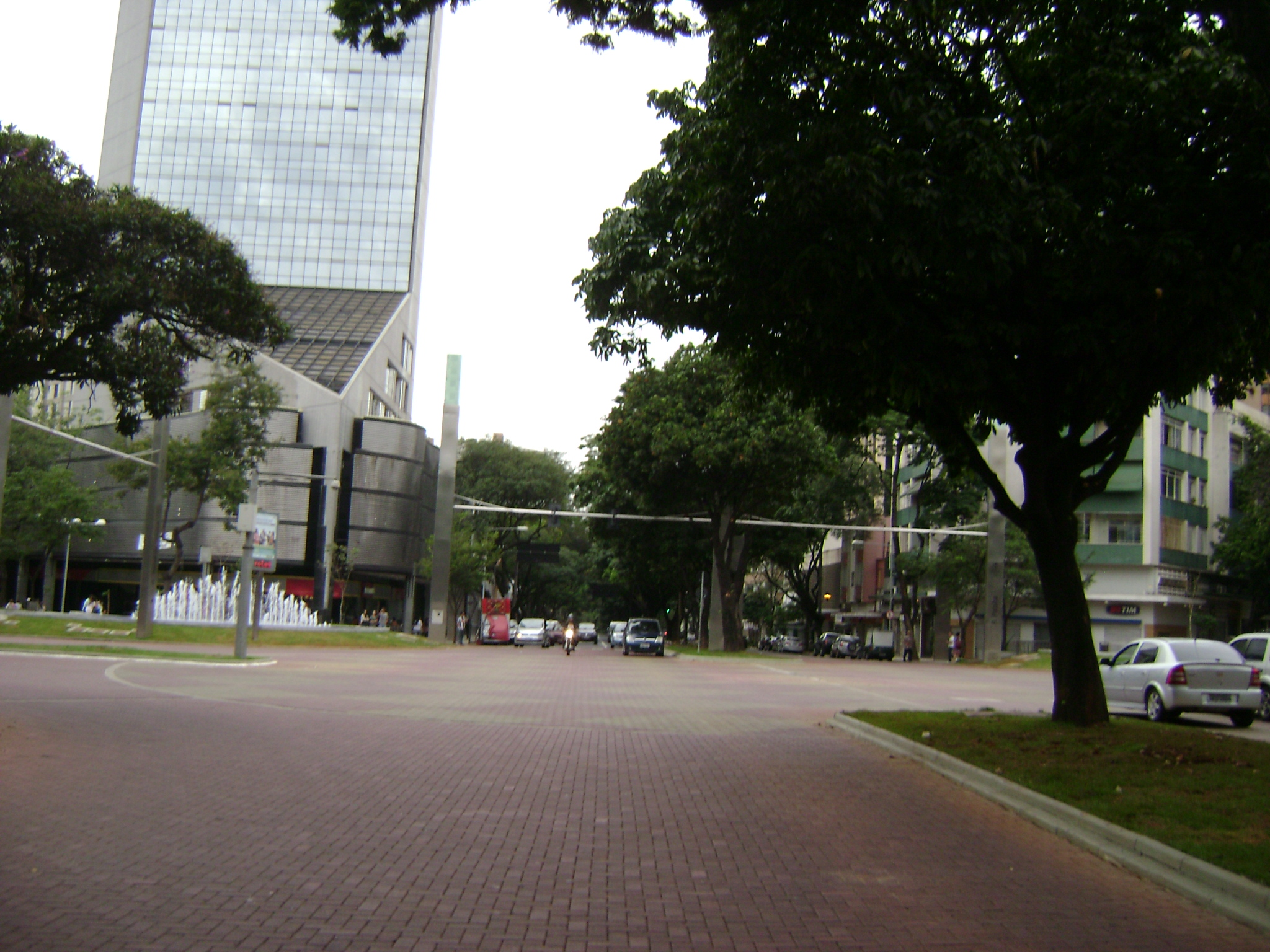
Place Diogo Vasconcelos.

La place Diogo Vasconcelos, populairement appelé Place Savassi, est une place de la ville de Belo Horizonte. Situé à la confluence des avenues Christophe Colomb et Getúlio Vargas. Ils coulent aussi des rues Pernambuco et Antonio de Albuquerque.
Son nom rend hommage à l'homme politique et historien Diogo de Vasconcelos, qui a excellé en tant que pionnier dans la défense de l'historique et artistique, l'exploitation minière et du patrimoine national, et est considéré comme le premier historien de l'art au Brésil.
La place d'un point de rencontre animé de belorizontinos, car il est situé dans le centre du quartier Savassi importante zone commerciale de la ville. La gamme comprend des amateurs issus de familles qui vont faire du shopping ou aux cafés et restaurants de la région, à la jeunesse bohème qui vont dans les bars ou nuit se passe le week-end sur les banques de la place.